# آدولف برژه
آدولف پتروویچ برژه (به روسی: Адольф Петрович Берже) ‏ (۲۸ ژوئیه ۱۸۲۸ – ۳۱ ژانویه ۱۸۸۶) دیوانسالار و خاورشناس روسی و دوستدار تاریخ و فرهنگ قفقاز جنوبی بود.

## زندگی‌نامه
زیستگاهش سن پترزبورگ بود، زاده از پدری فرانسوی و مادری آلمانی، و به هر سه زبان روسی و آلمانی و فرانسوی مسلط بود و خاورشناسی را در دانشگاه ایالتی سن پترزبورگ خواند. او در ۱۸۵۱ با سمت صدراعظمِ نایب السلطنه قفقاز -شاهزاده میخائیل ورونتسف- به قفقاز گسیل‌شد. او در سال‌های ۱۸۵۳ و ۱۸۵۵ دو سفر علمی به ایران داشت. برژه از سال ۱۸۶۴ تا هنگام مرگ کرسی باستانشناسی قفقاز به مرکزیت تفلیس را دارا بود.

او در ۱۸۶۴ درگذشت و از خود شماری جستار از تاریخ قفقاز و خاورمیانه، شامل مجموعه مقالات جاودانه‌ی ۱۱ جلدی به‌نام "جستارها، گردآوری شده در صدر هیئت نایب‌السلطنه قفقاز، از ۱۸۶۶ تا ۱۸۸۶، تفلیس" که جلد پایانی آن پس از مرگ برژه چاپ شد.
برخی نوشته‌های او منبع خوبی برای بررسی زندگی میرزا شفیع واضح تبریزی و ارتباط او با فریدریش مارتین فون بودنشدت می‌باشد. 